# Enseignement général

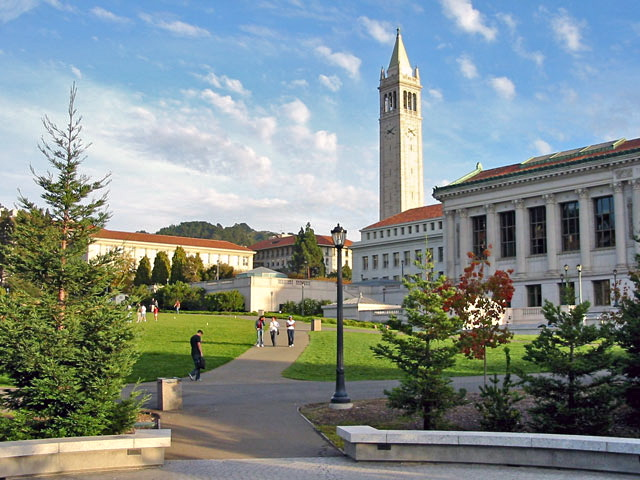
Université de Berkeley en Californie

L'enseignement général est le parcours scolaire le plus classique, amenant les élèves vers les études supérieures de type universitaire. Il s'oppose à l'enseignement primaire qui le précède, à l'enseignement professionnel qui peut en sortir à plusieurs niveaux et aux enseignement post-secondaires, de type supérieur académique ou non supérieur.

## Objectifs
L'enseignement secondaire général – et l'enseignement technique de transition (en Belgique) –  ont une visée plus académique et théorique que l'enseignement professionnel. Ces deux formations préparent les élèves à comprendre des faits socio-économiques, scientifiques, mathématiques, etc.

## Programmes
Les disciplines enseignées peuvent varier selon les pays, mais elles comprennent en général :
- la langue maternelle et la littérature en cette langue
- une ou plusieurs langues vivantes étrangères ou régionales (parfois une ou deux langues anciennes) et la littérature dans ces langues
- les mathématiques
- les sciences physiques (chimie, physique) et naturelles (sciences de la vie et de Terre : biologie, géologie, zoologie)
- les humanités : histoire, géographie, philosophie, économie, parfois sociologie
- l'éducation physique et sportive
- une plusieurs disciplines artistiques : éducation musicale, dessin

## Découpage
Dans la majorité des pays, cet enseignement est découpé en deux cycles qui succèdent au premier degré (CITE 1), :
- deuxième cycle de l'enseignement de base ou enseignement secondaire inférieur (CITE 2) (correspond à peu près dans le système français au collège)
- enseignement secondaire supérieur (CITE 3) (correspond dans le système français au lycée d'enseignement général)